# Komisja Wykonawcza Rządu Narodowego
Komisja Wykonawcza (Pomocnicza i Zastępcza) Rządu Narodowego – organ władz powstania styczniowego sprawujący faktyczną władzę w zastępstwie Tymczasowego Rządu Narodowego od stycznia do lutego 1863.

## Utworzenie
Ponieważ próba zajęcia Płocka zakończyła się niepowodzeniem, a pozostający w Kutnie Rząd Tymczasowy nie mógł się bezpiecznie ujawnić, de facto władzę nad powstaniem objęła Komisja Wykonawcza w Warszawie. 

## Skład
- Stefan Bobrowski, przewodniczący oraz naczelnik miasta Warszawy
- Władysław Daniłowski, delegat TRN, do 25 stycznia 1863
- Agaton Giller, od 5 lutego 1863
- Mateusz Gralewski
- Gerwazy Gzowski
- Leon Królikowski, od lutego 1863
- Stanisław Krzemiński
- Witold Marczewski, do 19 lutego 1863 (aresztowany)
- Julian Surzycki
- Jan Wernicki